# Joachim Murat (1856-1932)
Joachim Murat, 5e prins Murat (Boissy-Saint-Léger, 28 februari 1856 - Chambly, 2 november 1932) was hoofd van het prinselijk huis Murat en voorman van de bonapartistische beweging.

## Familie

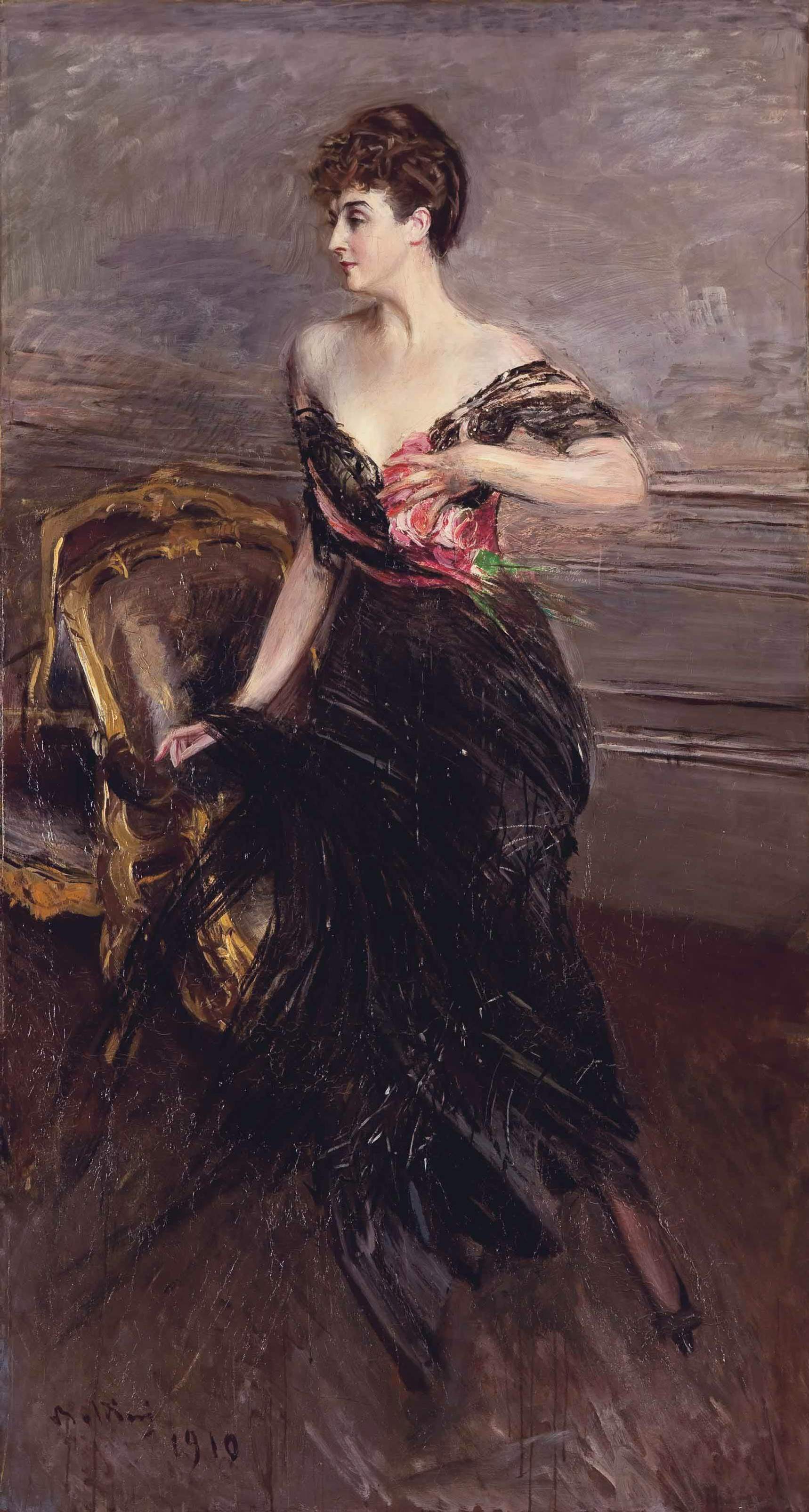
Cécile Murat Ney d'Elchingen (1867-1960) (Giovanni Boldini, 1910)

Murat, lid van de familie Murat, was een directe nazaat van de Napoleontische maarschalk Joachim Murat (1767-1815), koning van Napels en de beide Siciliën, en van diens zoon Lucien Murat (1803-1876). Hij was een zoon van generaal Joachim Murat (1834-1901) en Malcy Louise Caroline Frédérique Berthier de Wagram (1832-1884), op haar beurt een afstammelinge van de Napoleontische maarschalk Louis Alexandre Berthier (1753-1815).
Murat trouwde in 1884 met Marie Cécile Ney d'Elchingen (1867-1960), dochter van de Franse brigadegeneraal Michel Ney, 3e hertog van Elchingen (1835-1881), directe nazaat van een andere Napoleontische maarschalk: Michel Ney (1769-1815) en lid van de familie Ney d'Elchingen. Uit dit huwelijk werden acht kinderen geboren, onder wie de 6e prins Murat (1885-1938).

## Loopbaan
Net als zijn voorvaderen zocht Murat een militaire carrière maar hij slaagde niet voor het toelatingsexamen van de prestigieuze École Spéciale Militaire de Saint-Cyr. Bevriend met de keizerlijke prins Napoleon Eugène Lodewijk Bonaparte (1856-1879) nam die laatste hem mee om hem te troosten voor zijn falen op een reis door Italië. Murat was toen al betrokken bij het bonapartisme. In 1911 werd hij benoemd tot vicevoorzitter van de bonapartisitische beweging door zijn familielid en troonpretendent Napoleon Victor Bonaparte die toen voorzitter was.
Na zijn overlijden werd hij als prins Murat opgevolgd door zijn oudste zoon Joachim.

## Trivia
- Zijn vrouw, Cécile Ney, werd in 1910 geschilderd door de bekende societyschilder Giovanni Boldini (1842-1931). Dit portret bleef tot 2010 in de familie en werd toen verkocht bij Christie's voor € 553.000. Het werd op 15 april 2013 opnieuw daar ter veiling aangeboden (met een richtprijs tussen de € 350 en 450.000), maar het bleef onverkocht.